# Jean M. Bennett
Jean M. Bennett (1930–2008) est une physicienne américaine. Elle est la première femme présidente de l'Optical Society en 1986

## Biographie
Bennett obtient son doctorat en physique de l'Université d'État de Pennsylvanie en 1955 et passe la majeure partie de sa carrière au Naval Weapons Center (maintenant le Naval Air Weapons Station China Lake) dans le comté de Kern, en Californie.
Elle est rédactrice en chef pour Applied Optics et Optics Express.
Elle est décédée le 18 juillet 2008 à Ridgecrest, en Californie, après une longue maladie à 78 ans. En reconnaissance de ses contributions aux études sur les surfaces optiques, l'OSA crée la bourse de voyage commémorative Jean Bennett pour étudiants.

## Récompenses
En 1994, elle est nommée Distinguished Fellow du Naval Weapons Center et remporte leur prix LTE Thompson pour ses réalisations scientifiques dans le domaine de la technologie optique en 1988. Elle reçoit la médaille David Richardson de l'Optical Society (OSA) en 1990 pour ses « contributions soutenues aux études des surfaces optiques qui ont fourni à la communauté optique une compréhension plus approfondie de la phénoménologie des surfaces optiques et une méthodologie méticuleuse pour la caractérisation des surfaces ». Elle est également boursière OSA en 1972. En 1988, l'Institut de technologie Rose-Hulman crée le prix Jean Bennett, décerné chaque année à un senior pour l'excellence en optique. Elle reçoit le SPIE Technology Achievement Award en 1983 pour « le développement d'instruments pratiques pour la métrologie de la qualité des surfaces optiques, et pour un service et des conseils dédiés à l'industrie de l'optique ».